# Gregory Mcdonald
Gregory Mcdonald (Shrewsbury, Massachusetts; 15 de febrero de 1937-7 de septiembre de 2008) fue un escritor de novelas de misterio estadounidense, más conocido por su personaje Fletch, encarnado por Chevy Chase en la película del mismo nombre. Las novelas de Fletch, que actualmente son nueve, también son el modelo de la serie Flynn, al igual que de la serie Son of Fletch. Dos de los libros de Fletch han obtenido los Edgar Awards a los Escritores de Misterio de América: Fletch fue nombrada la primera mejor novela en 1975, y Confess, Fletch el "libro de bolsillo" más original en 1977.
También escribió dos novelas en la serie Skylar, como también un sinfín de series y novelas de misterio.

## Novelas
- Running Scared (1964)
- Fletch (1974)
- Confess, Fletch (1976)
- Flynn (1977)
- Fletch's Fortune (1978)
- Love Among the Mashed Potatoes apa Dear M.E. (1978)
- Who Took Toby Rinaldi? (US título) / Snatched (UK título) (1978)
- The Buck Passes Flynn (1981)
- Fletch and the Widow Bradley (1981)
- Fletch's Moxie (1982)
- Fletch and the Man Who (1983)
- Flynn's In (1984)
- Carioca Fletch (1984)
- Safekeeping (1985)
- Fletch Won (1985)
- Fletch, Too (1986)
- A World Too Wide (1987)
- Exits and Entrances (1988)
- Merely Players (1988)
- The Brave (1991)
- Son of Fletch (1993)
- Fletch Reflected (1994)
- Skylar (1995)
- Skylar in Yankeeland (1997)
- Flynn's World (1999 as e-book; 2003 on paper)

También...
- Wise Saws (no publicada)

## Otros
- The Education of Gregory Mcdonald: Sketches from the Sixties. Writings About America, 1966-1973 (1985)